# Hans-Joachim Reske
Hans-Joachim „Jochen” Reske (ur. 9 kwietnia 1940 w Bartoszycach) – niemiecki lekkoatleta (sprinter) startujący w barwach RFN, wicemistrz olimpijski z 1960 i mistrz Europy z 1962.
Startując we wspólnej reprezentacji Niemiec zdobył srebrny medal w sztafecie 4 × 400 metrów na igrzyskach olimpijskich w 1960 w Rzymie. Sztafeta w składzie: Reske, Manfred Kinder, Johannes Kaiser i Carl Kaufmann ustanowiła w finale rekord Europy wynikiem 3:02,7, poprawiając swój wynik uzyskany w tym samym składzie 21 sierpnia 1960 we Fryburgu Bryzgowijskim aż o 2,9 sekundy. Na tych samych igrzyskach Reske odpadł w ćwierćfinale biegu na 400 metrów.
Na mistrzostwach Europy w 1962 w Belgradzie zdobył złoty medal w sztafecie 4 × 400 metrów (skład sztafety: Johannes Schmitt, Wilfried Kindermann, Reske i Kinder) oraz brązowy medal w biegu na 400 metrów, za Robbie Brightwellem z Wielkiej Brytanii i Kinderem. Został wicemistrzem uniwersjady w 1963 w Porto Alegre w biegu na 400 metrów (za Adrianem Metcalfe’em z Wielkiej Brytanii) oraz w sztafecie 4 × 400 metrów.
Reske był mistrzem RFN w biegu na 400 metrów w 1962 oraz brązowym medalistą w 1963. Był również brązowym medalistą halowych mistrzostw RFN w biegu na 400 metrów w 1963.